# Cirphula pyrrhocnemis
Cirphula pyrrhocnemis är en insektsart som först beskrevs av Carl Stål 1861.  Cirphula pyrrhocnemis ingår i släktet Cirphula och familjen gräshoppor. Inga underarter finns listade i Catalogue of Life.